# Putinův palác
Putinův palác je soukromá rezidence v Gelendžiku na pobřeží Černého moře, největší soukromá obytná budova v Rusku. V luxusní budově se nachází mj. soukromé kasino, aquadiskotéka, divadelní sál, herna nebo lázně; v její blízkosti vznikl hokejový stadion, kostel a obří skleník. Podle opozičního předáka Alexeje Navalného má být vlastníkem budovy prezident Vladimir Putin. Koncem ledna 2021 se k vlastnictví budovy přihlásil Putinovi blízký oligarcha Arkadij Rotenberg.

## Historie
Výstavba paláce byla zahájena v roce 2005. O jeho spojení s Putinem se poprvé začalo mluvit v roce 2010, kdy o něm podnikatel a whistleblower Sergej Kolesnikov napsal v otevřeném dopise tehdejšímu prezidentovi Dmitriji Medveděvovi.
V lednu 2021 zveřejnil opozičník Alexej Navalnyj na YouTube film „Palác pro Putina“, který během desíti dnů dosáhl více než sto milionů zhlédnutí. V něm uvedl, že rezidence stála 100 miliard rublů (asi 29 miliard korun) a její výstavbu umožnilo promyšlené korupční schéma. Financovali ji podle něj např. ředitel ropného koncernu Rosněfť Igor Sečin nebo podnikatel a miliardář Gennadij Timčenko.
Mluvčí prezidenta Dmitrij Peskov v reakci na zveřejněné video uvedl, že Putin žádný palác v Gelendžiku nemá. Oficiálním vlastníkem rezidence je kypersko-ruský podnikatel Alexander Ponomarenko, několik dnů na to se k vlastnictví budovy přihlásil Putinovi blízký oligarcha Arkadij Rotenberg.

## Galerie

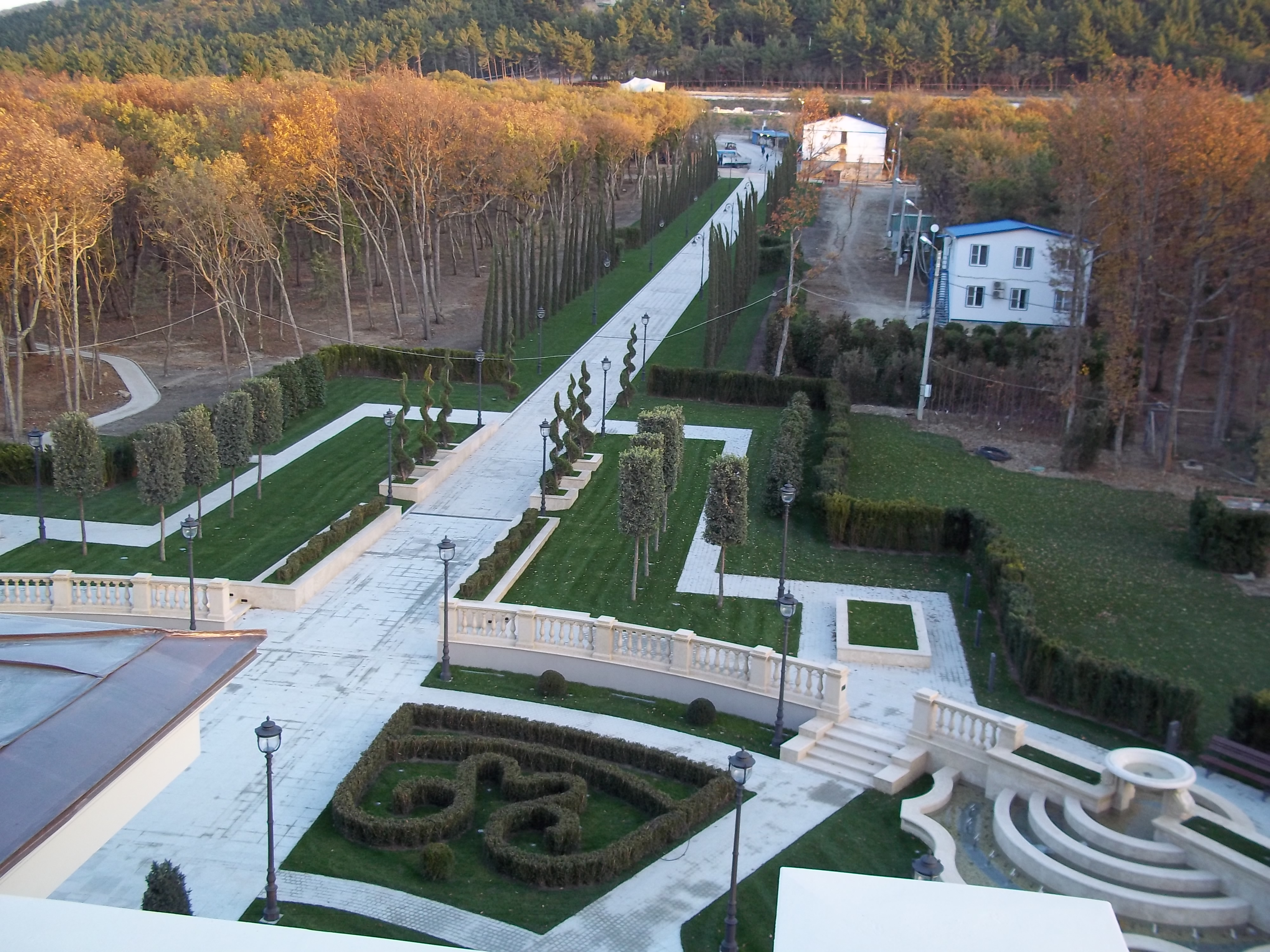
Zahrady
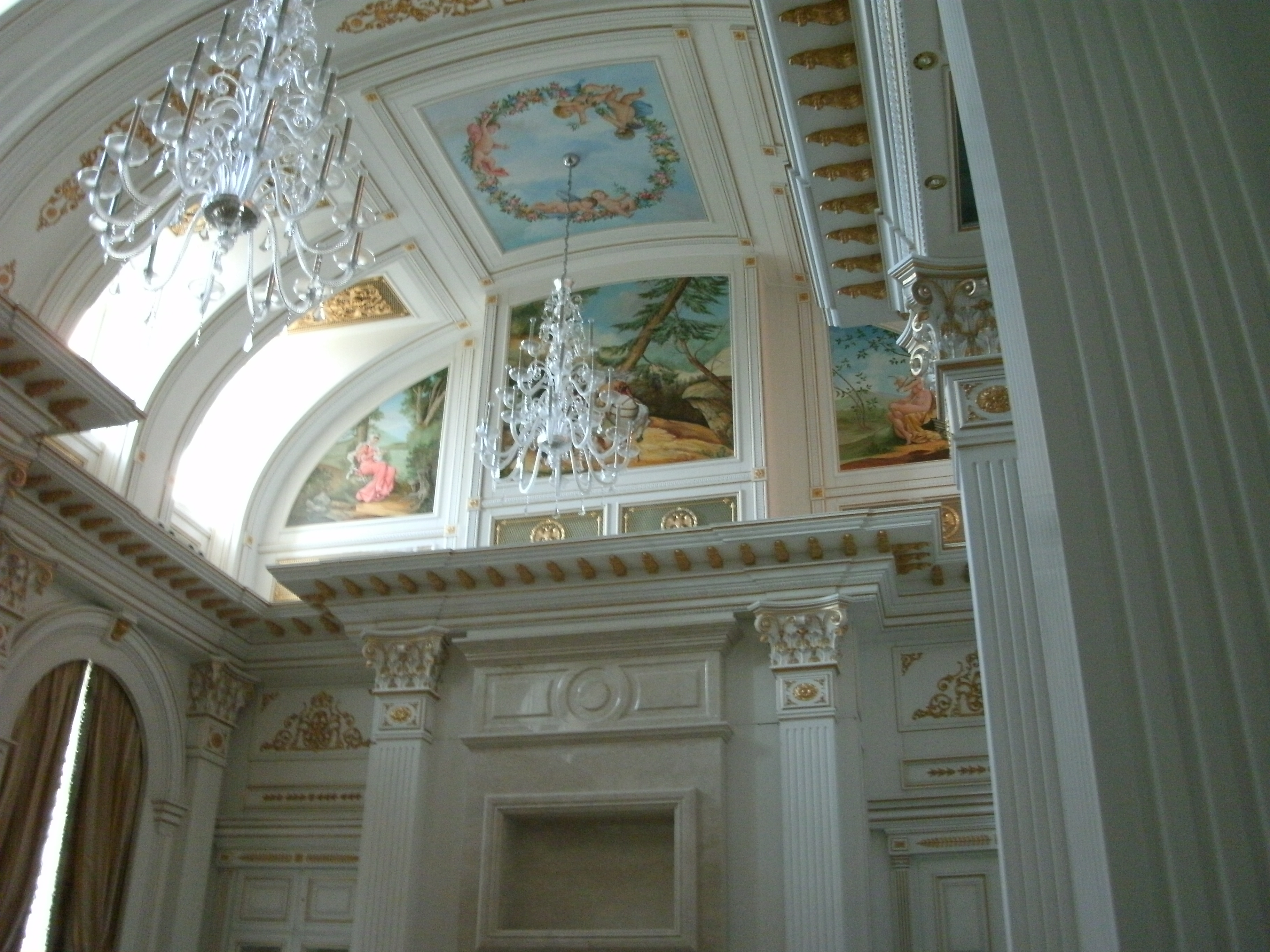
Hlavní hala
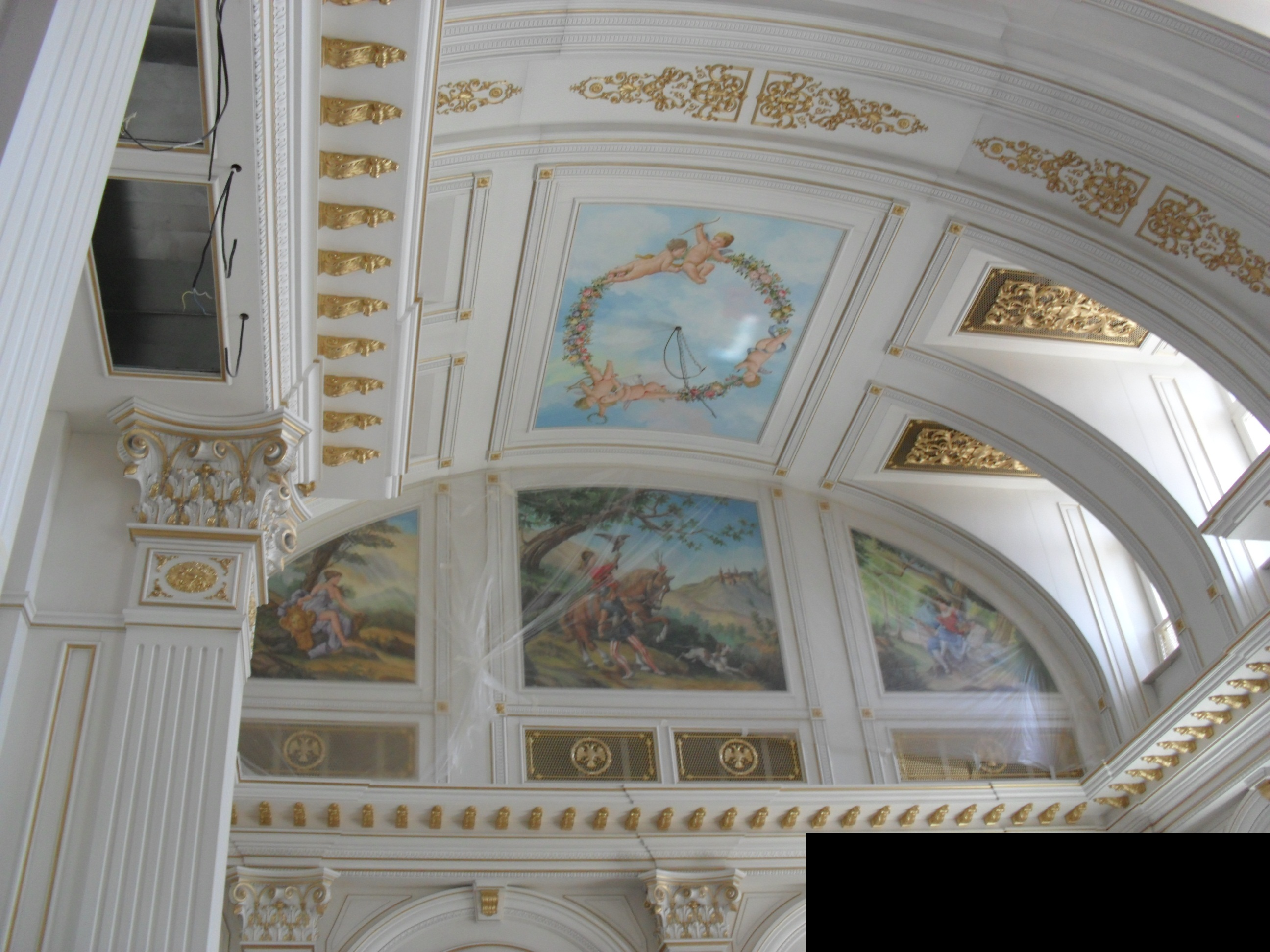
Hlavní hala
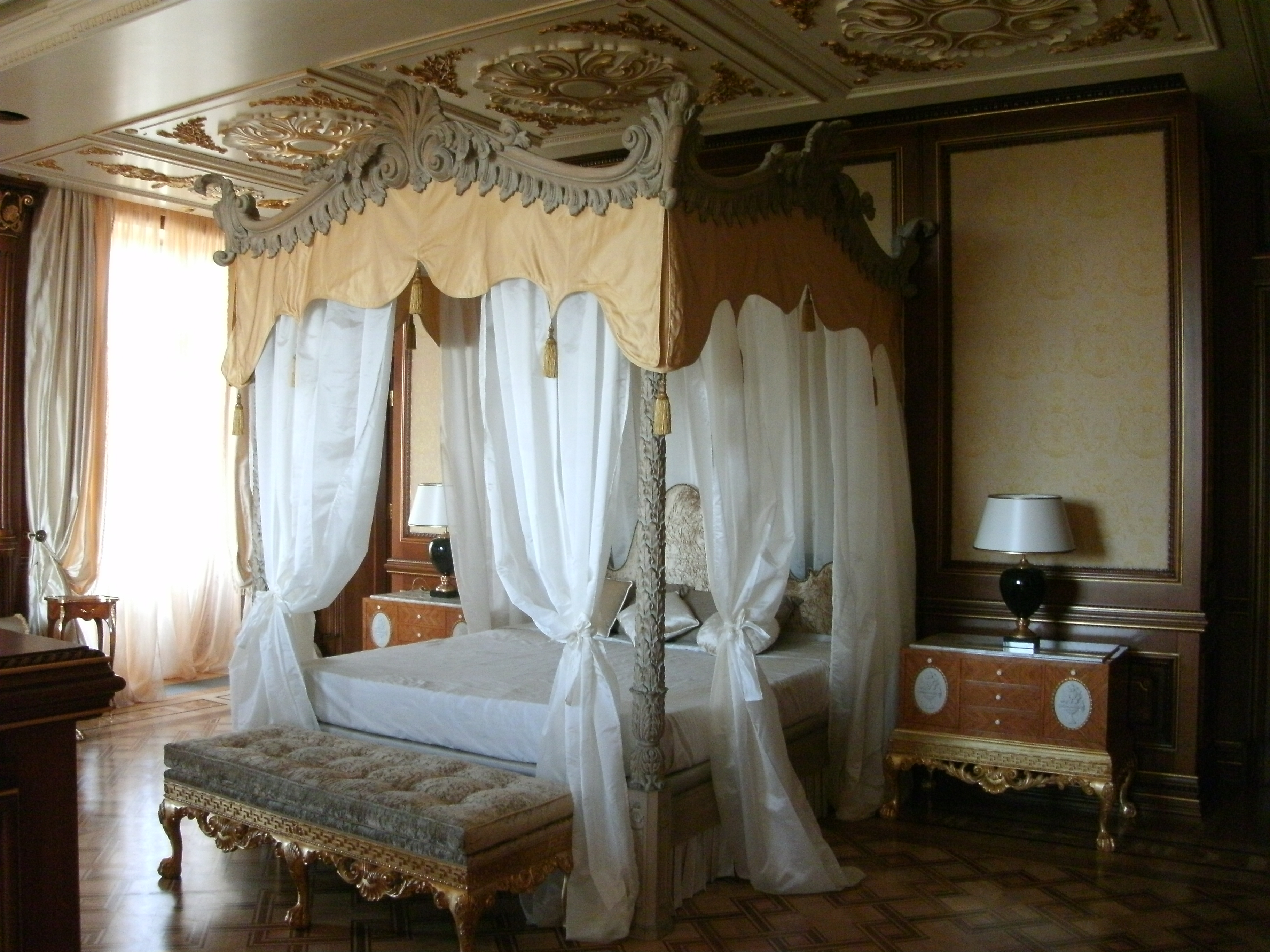
Jedna z ložnic
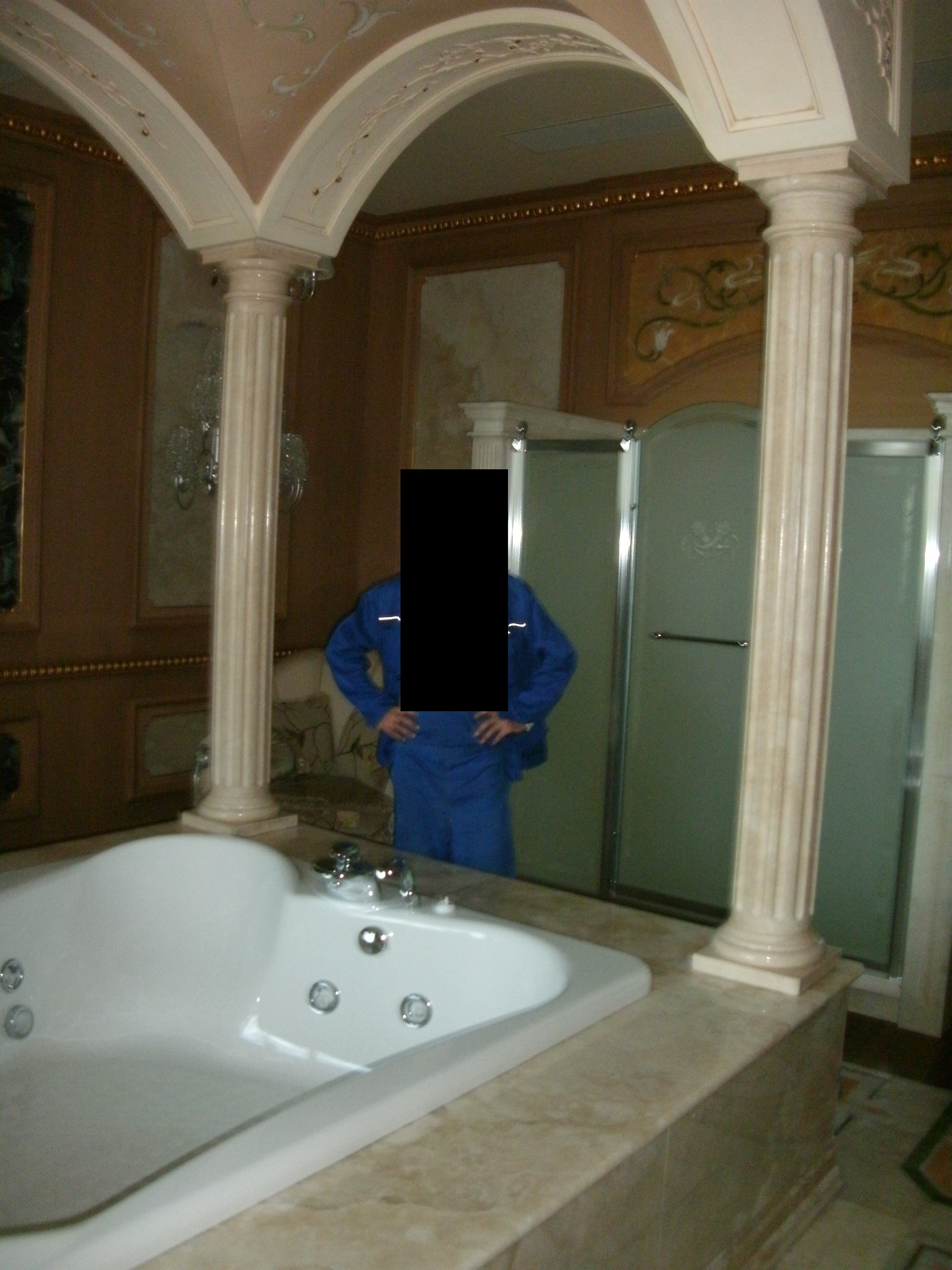
Jedna z koupelen
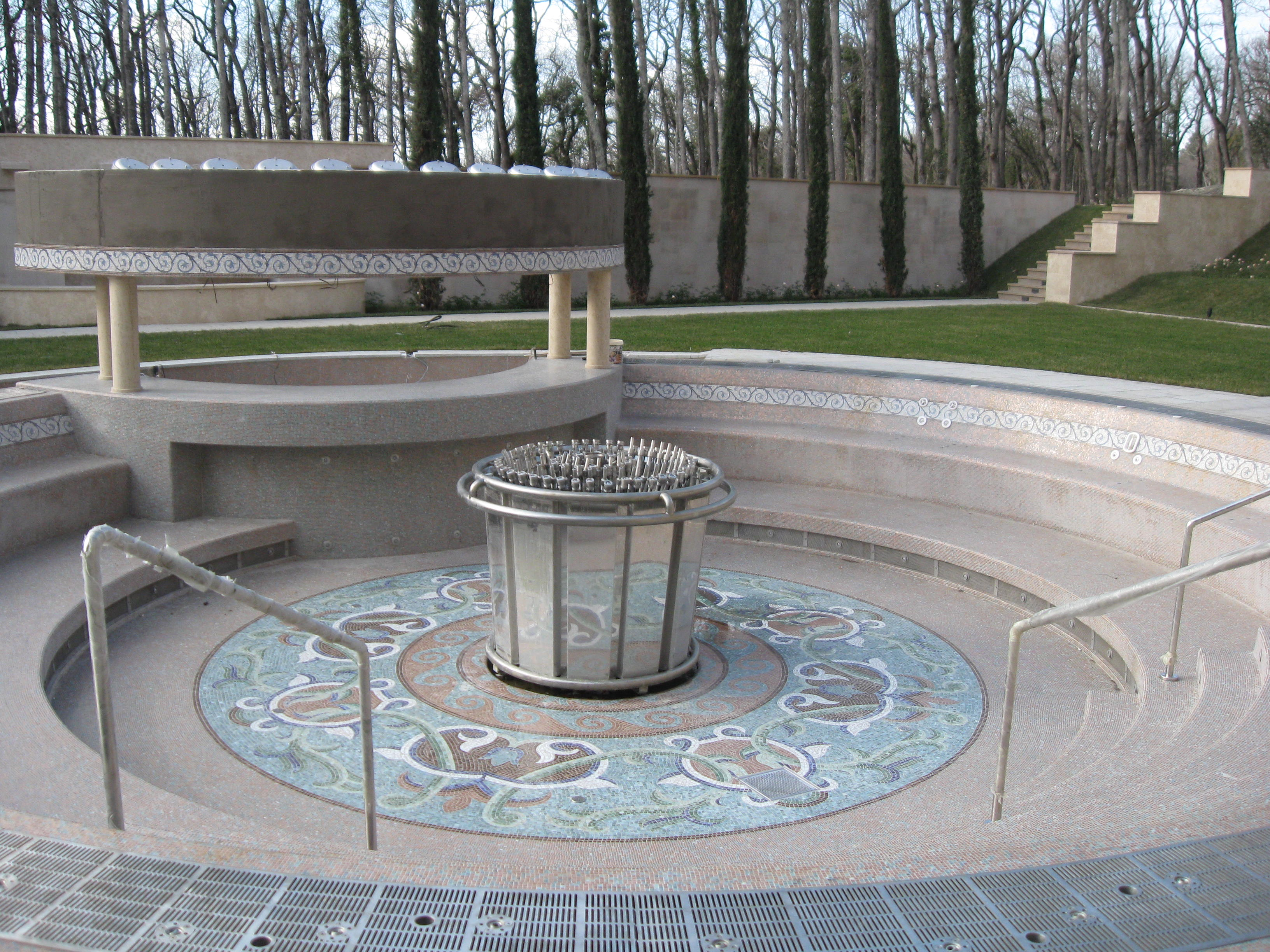
Aquadiskotéka